# 푸예우에산

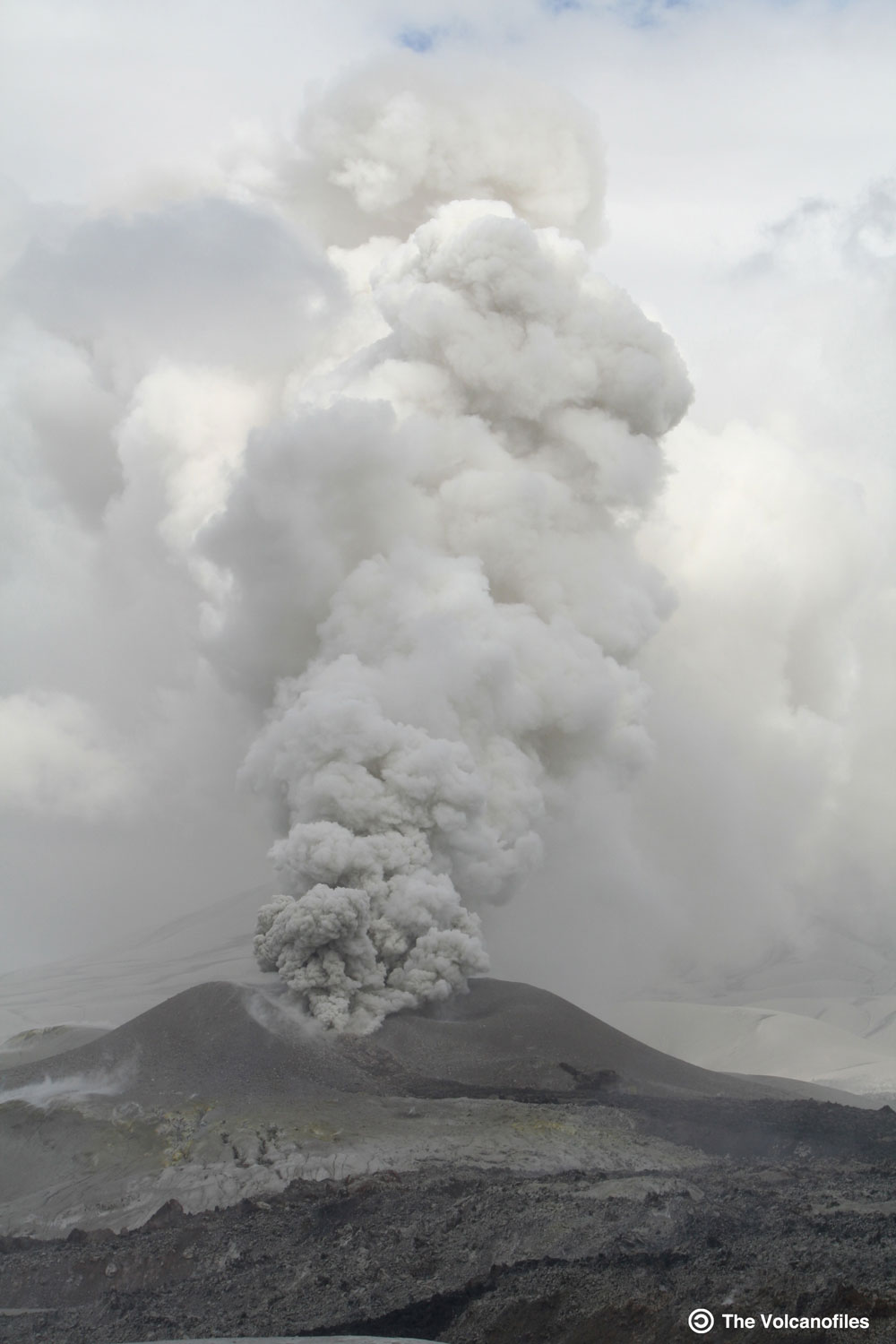
폭발하던 화구 중 하나.

푸예우에산(Puyehue-Cordon Caulle)은 칠레의 남부에 있는 해발 2,236m의 성층화산으로, 활화산이다. 이 화산은 정상에 칼데라를 가지고 있는데, 그 너비는 2km나 된다. 또 정상 칼데라는 높이가 얕고, 눈이 덮여 있다. 그래서 인공 위성으로 보아도 칼데라가 흰색인 것이다.

## 분화
또 2011년에 분화한 적이 있는데, 이 분화는 대폭발이었다. 그 당시 어마어마한 양의 화산재가 하늘로 치솟았고, 화산재 안에서는 번개가 발생하기도 하였다. 화산 번개는 이 화산의 폭발때만 일어난 것이 아니었다. 2010년에 아이슬란드의 에이야피아들라예퀴들 화산의 분화에서도 발생하였고, 1982년에는 인도네시아 자와섬의 갈룽궁산의 분화에서도 대량의 번개가 발생했다. 또 2011년에 일본 규슈의 기리시마산의 신모에봉의 분화에서도 화산 번개가 빈번히 발생하였다. 이는 자연 현상이다. 이 화산의 분화당시 대부분의 집이 화산재에 덮혔고, 칠레의 공항에도 화산재가 날아와 결항이 발생했었다. 이는 칠레에서도 매우 큰 분화에 속했다. 이 화산은 50년 만에 폭발한 것이다. 원래는 코르돈 카우예 화산의 일부이다. 2010년에 대폭발하면서 대량의 화산재가 발생하였다. 또 항공기 결항, 여러 채의 집이 화산재에 덮히는 등 피해를 입었다. 그 당시 하늘은 잿빛이었고, 농사를 지을 수 없다고 했다.

## 같이 보기
- 발디비아